# Life Is...Too Short
Life Is...Too Short è il secondo album in studio del rapper statunitense Too Short, pubblicato nel 1989.

## Tracce
1. Life Is...Too Short – 4:34
2. Rhymes – 4:17
3. I Ain't Trippin' – 6:41
4. Nobody Does It Better – 6:15
5. Oakland – 4:41
6. Don't Fight the Feelin' (feat. Danger Zone & Rappin' 4-Tay) – 8:18
7. CussWords – 7:44
8. City of Dope – 5:31
9. Pimp the Ho – 5:54
10. Outro – 0:59